# Step by Step (album của New Kids on the Block)
Step by Step là album phòng thu thứ ba của nhóm nhạc người Mỹ New Kids on the Block, phát hành ngày 5 tháng 6 năm 1990 bởi Columbia Records. Sau thành công của album phòng thu trước, Hangin' Tough (1988), New Kids on the Block đã trở thành một trong những tên tuổi nổi tiếng nhất thị trường nhạc pop vào cuối thập niên 1980, với hàng loạt những sản phẩm liên quan đến nhóm đều đạt được thành công như gối, áo thun, búp bê, đến bộ phim hoạt hình mang chính tên họ. Album được thu âm từ tháng 9 năm 1989 đến tháng 4 năm 1990, trong đó những thành viên của nhóm cũng tham đồng viết lời và đồng sản xuất những bài hát trong album với giám đốc sản xuất của nó, Maurice Starr.
Sau khi phát hành, Step by Step nhận được những phản ứng trái chiều từ các nhà phê bình âm nhạc, nhưng vẫn giúp New Kids on the Block nhận được một đề cử Giải thưởng Âm nhạc Mỹ cho Ban nhạc/Cặp đôi/Nhóm nhạc Pop/Rock được yêu thích nhất vào năm 1991. Được phát hành ngay ở thời kỳ đỉnh cao trong sự nghiệp của họ, nó ngay lập tức gặt hái những thành công lớn về mặt thương mại. Album đứng đầu các bảng xếp hạng ở Canada, Đức, New Zealand và Vương quốc Anh, và lọt vào top 10 ở hầu hết những thị trường khác, bao gồm vươn đến top 5 ở Úc, Bỉ, Phần Lan và Na Uy. Tại Hoa Kỳ, nó đạt vị trí số một trên bảng xếp hạng Billboard 200, và nhận được chứng nhận ba đĩa Bạch kim từ Hiệp hội Công nghiệp ghi âm Mỹ (RIAA), công nhận ba triệu bản đã được tiêu thụ tại đây.
Ba đĩa đơn thương mại và một đĩa đơn quảng bá đã được phát hành từ album, trong đó đĩa đơn chủ đạo "Step By Step" đã trở thành đĩa đơn thành công nhất trong sự nghiệp của nhóm, đứng đầu bảng xếp hạng Billboard Hot 100 trong ba tuần liên tiếp và bán được hơn ba triệu bản trên toàn cầu. Đĩa đơn tiếp theo, "Tonight", lọt vào top 10 ở nhiều quốc gia và tiếp tục trở thành một bản hit ở Hoa Kỳ, nơi nó đạt vị trí thứ bảy. Tuy nhiên, "Let's Try It Again" lại thất bại trong việc vuơn đến top 40 trên Hot 100, mở đầu cho sự phản ứng ngược đối với nhóm, khiến những sản phẩm tiếp theo của họ đều không đạt được thành công như trước.

## Danh sách bài hát
Tất cả các ca khúc được viết bởi Maurice Starr, ngoại trừ một số ghi chú.
| STT              | Nhan đề                                                                 | Hát chính                                    | Thời lượng |
| ---------------- | ----------------------------------------------------------------------- | -------------------------------------------- | ---------- |
| 1.               | "Step by Step"                                                          | Jordan Knight                                | 4:29       |
| 2.               | "Tonight" (Al Lancellotti/Starr)                                        | New Kids on the Block                        | 3:28       |
| 3.               | "Baby, I Believe In You"                                                | Jordan Knight                                | 4:42       |
| 4.               | "Call It What You Want"                                                 | Jordan Knight, Donnie Wahlberg, Joe McIntyre | 4:12       |
| 5.               | "Let's Try It Again"                                                    | Danny Wood, Jordan Knight                    | 3:53       |
| 6.               | "Happy Birthday" (Starr/Michael Jonzun)                                 | Jonathan Knight                              | 2:48       |
| 7.               | "Games" (Donnie Wahlberg/Starr)                                         | Donnie Wahlberg                              | 3:29       |
| 8.               | "Time Is on Our Side" (Lancellotti/Starr)                               | Donnie Walhberg                              | 3:49       |
| 9.               | "Where Do I Go from Here?"                                              | Joe McIntyre                                 | 3:50       |
| 10.              | "Stay with Me Baby"                                                     | Donnie Wahlberg                              | 4:21       |
| 11.              | "Funny Feeling"                                                         | Joe McIntyre, Jordan Knight                  | 3:50       |
| 12.              | "Never Gonna Fall in Love Again" (Danny Wood/T. Ra/Taharqa Aleem/Starr) | Danny Wood                                   | 5:07       |
| Tổng thời lượng: | Tổng thời lượng:                                                        | Tổng thời lượng:                             | 47:44      |

## Xếp hạng
| Bảng xếp hạng (1990-91)             | Vị trí cao nhất |
| ----------------------------------- | --------------- |
| Album Úc (ARIA)                     | 4               |
| Album Áo (Ö3 Austria)               | 6               |
| Canada Top Albums/CDs (RPM)         | 1               |
| Album Hà Lan (Album Top 100)        | 11              |
| Châu Âu (European Top 100 Albums)   | 1               |
| Phần Lan (Suomen virallinen lista)  | 3               |
| Pháp (SNEP)                         | 6               |
| Đức (Offizielle Top 100)            | 1               |
| Hungary (MAHASZ)                    | 14              |
| Ireland (IRMA)                      | 6               |
| Ý (FIMI)                            | 13              |
| Nhật Bản (Oricon)                   | 10              |
| Album New Zealand (RMNZ)            | 1               |
| Album Na Uy (VG-lista)              | 4               |
| Tây Ban Nha (PROMUSICAE)            | 8               |
| Album Thụy Điển (Sverigetopplistan) | 12              |
| Album Thụy Sĩ (Schweizer Hitparade) | 8               |
| Album Anh Quốc (OCC)                | 1               |
| Album Hoa Kỳ Billboard 200          | 1               |
| Zimbabwe (ZIMA)                     | 8               |

| Bảng xếp hạng (1990)                      | Vị trí |
| ----------------------------------------- | ------ |
| Australian Albums (ARIA)                  | 54     |
| Austrian Albums (Ö3 Austria)              | 18     |
| Canadian Albums (RPM)                     | 12     |
| Dutch Albums (MegaCharts)                 | 48     |
| Europe (European Top 100 Albums)          | 9      |
| French Albums (SNEP)                      | 10     |
| German Albums (Offizielle Top 100)        | 23     |
| Italian Albums (FIMI)                     | 69     |
| New Zealand (Recorded Music NZ)           | 17     |
| Norwegian Summer Period Albums (VG-lista) | 6      |
| Swiss Albums (Schweizer Hitparade)        | 26     |
| UK Albums (OCC)                           | 20     |
| US Billboard 200                          | 34     |
| Bảng xếp hạng (1991)                      | Vị trí |
| Europe (European Top 100 Albums)          | 85     |

## Chứng nhận
| Quốc gia                                                                           | Chứng nhận  | Số đơn vị/doanh số chứng nhận |
| ---------------------------------------------------------------------------------- | ----------- | ----------------------------- |
| Úc (ARIA)                                                                          | Vàng        | 35.000^                       |
| Áo (IFPI Áo)                                                                       | Bạch kim    | 50.000*                       |
| Brasil (Pro-Música Brasil)                                                         | Vàng        | 100.000*                      |
| Canada (Music Canada)                                                              | 7× Bạch kim | 700.000^                      |
| Phần Lan (Musiikkituottajat)                                                       | Vàng        | 50,100                        |
| Pháp (SNEP)                                                                        | Bạch kim    | 456,900*                      |
| Đức (BVMI)                                                                         | Bạch kim    | 500.000^                      |
| Nhật Bản (RIAJ)                                                                    | Bạch kim    | 210,480^                      |
| Hà Lan (NVPI)                                                                      | Vàng        | 50.000^                       |
| New Zealand (RMNZ)                                                                 | Bạch kim    | 15.000^                       |
| Tây Ban Nha (PROMUSICAE)                                                           | Bạch kim    | 100.000^                      |
| Thụy Điển (GLF)                                                                    | Vàng        | 50.000^                       |
| Thụy Sĩ (IFPI)                                                                     | Bạch kim    | 50.000^                       |
| Anh Quốc (BPI)                                                                     | Bạch kim    | 300.000^                      |
| Hoa Kỳ (RIAA)                                                                      | 3× Bạch kim | 3.000.000^                    |
| Tổng hợp                                                                           |             |                               |
| Châu Âu (IFPI)                                                                     | Platinum    | 1.000.000*                    |
| * Chứng nhận dựa theo doanh số tiêu thụ. ^ Chứng nhận dựa theo doanh số nhập hàng. |             |                               |